# 因为爱情有奇迹
《因為愛情有奇蹟》，分上部《因為愛情有奇蹟》下部《因为爱情有奇缘》，又名《家的味道》，2014年中國偶像劇，2014年6月杀青，翻拍自韩剧《百年遺產》。由趙韓櫻子、彭冠英、林佑威、徐貴櫻、路晨、苑瓊丹主演，中國大陆2014年10月20日於湖南衛視播出，台灣則在中天娛樂台播出。
在广东珠江频道播出粤语版时，把该电视剧易名叫《天使爱人》。

## 播出時間及平台

### 首播
| 頻道       | 所在地 | 播映日期       | 播出時間                                                      |
| 湖南卫视   | 中国   | 2014年10月20日 | 周日至周四晚19:30-22:00三集连播 周五至周六19:30-20:10一集播出 |
| 央视八套   | 中国   | 2015年1月27日  | 每天傍晚三集                                                  |
| 江西卫视   | 中国   | 2015年2月19日  | 每天2集                                                       |
| 珠江頻道   | 中国   | 有待查證       | 每天2集（粵語版，改名為《天使愛人》）                         |
| 中天娛樂台 | 臺灣   | 2016年1月18日  | 每週一至週五 20:00                                            |

## 劇情簡介
安琪媛（趙韓櫻子飾）出生在一個平凡的大家庭裡，因為母親去世的早，父親安向東（趙勝勝飾）帶著她同姥爺梁永順（王志華飾）和姥姥潘素芬（徐玉蘭飾）生活在一起。姥爺梁永順和姥姥潘素芬堅守著一家祖傳的麵條老作坊，除了大女婿安向東偶爾幫襯著老兩口打理這間老作坊，其他子女都在外工作，對老作坊的手藝和生意絲毫不感興趣。安琪媛個性乖巧懂事，但她一直不被財大氣粗的婆婆林秀琴（徐貴櫻飾）接受，她與丈夫林天佑（林佑威飾）的婚姻也被婆婆林秀琴不斷破壞。安琪媛在一系列誤打誤撞中與大財團董事長之子齊霽（彭冠英飾）結識，並屢屢得到齊霽的幫助。然而齊霽的善良也被安琪媛的婆婆林秀琴利用，讓林天佑陷入對妻子安琪媛的種種誤會中，兩人的婚姻瀕臨破裂。傳承三代的梁家食品老作坊瀕臨倒閉，年邁力衰的梁永順和老伴潘素芬為勸說兒女們回來繼承家業，無奈生出一計，稱有巨額家產。所有兒女果然紛紛歸來。
安琪媛婚姻不幸，與丈夫林天佑離婚收場，林天佑後與千金小姐吳美姿（李欣聰飾）成婚，但林天佑始終忘不了安琪媛。安琪媛進入齊霽的公司工作，與齊霽在工作中培養出更多感情。然而齊霽仍未從上一段感情的傷痛中走出，安琪媛也對婚姻的不幸心有餘悸。兩個受過傷的人相扶相持，歷經坎坷，待到談婚論嫁之時，齊霽卻發現自己居然是母親杜春曉（榮蓉飾）的閨蜜孟潔（許榕真飾）的親生兒子。而孟潔此時已是安琪媛的繼母，生母即將成為自己的岳母。原來二十多年前，杜春曉為一己之私，導致孟潔和齊霽母子分離。齊霽無法原諒養母杜春曉的自私，於親情和愛情間左右為難。而孟潔得知一切後，既憤怒又為難，思前想後決定離開。齊霽最終原諒養母杜春曉，又找回生母孟潔一家團圓，安琪媛作為梁家的長外孫女，也發揮自己的智慧和能力幫助梁家傳承三代的麵條作坊重放光彩。大愛無邊，齊霽和安琪媛，歷盡千帆，終成眷屬。

## 演員

### 主要演員
| 演員     | 角色   | 原剧角色 | 介紹 | 登場集數 |
| 趙韓櫻子 | 安琪媛 | 閔彩媛   | 安向东之女，她和林天佑相爱却遭到婆婆的破坏，最终和林天佑离婚，本来不再相信爱情，因为与齐霁多处相处后，两人培育出感情，却发现齐霁的生母是自己的后母。在爱情的道路上历尽坎坷，终和齐霁喜结良缘。 | 全剧     |
| 彭冠英   | 齐霁   | 李世允   | 齐浩洋、杜春晓之养子，孟洁的亲生儿子，经历多折磨难，最终与安琪媛幸福地在一起。 | 全剧     |
| 林佑威   | 林天祐 | 金哲奎   | 富家公子，他夹在母亲林秀琴和妻子安琪媛中间左右为难，终和安琪媛离婚收场，后与千金小姐吴美姿结婚。                                                                                               | 全剧     |
| 路晨     | 林天雅 | 金茱莉   | 林天佑之姐，林秀琴之女，喜欢齐霁，安琪媛之前大姑子，后为情敌，但齐霁心里只有安琪媛，为达目的，她想方设法破坏安琪媛和齐霁的恋情。后来失败，齐霁最终选择了善良的安琪媛。                         | 全剧     |

### 林家
| 演員     | 角色   | 原剧角色 | 介紹 | 登場集數    |
| 徐貴櫻   | 林秀琴 | 方英子   | 林天佑、林天雅之母，她反对安琪媛和林天佑的婚姻，并处处和安琪媛作对。后为吴美姿的婆婆。 | 1-13，      |
| 趙韓櫻子 | 安琪媛 | 閔彩媛   | 安向东之女，她和林天佑相爱却遭到婆婆的破坏，终和林天佑离婚，本来不再相信爱情，因为与齐霁多处相处后，两人培育出感情，却发现齐霁的生母是自己的后母。在爱情的道路上历尽坎坷，终和齐霁喜结良缘。 | 全剧        |
| 林佑威   | 林天祐 | 金哲奎   | 富家公子，他夹在母亲林秀琴和妻子安琪媛中间左右为难，终和安琪媛离婚收场，后与千金小姐吴美姿结婚。                                                                                             | 1-12，      |
| 李欣聪   | 吴美姿 | 馬虹珠   | 千金小姐，林天佑之第二任妻子，林秀琴的媳妇。 |             |
| 路晨     | 林天雅 | 金茱莉   | 林天佑之姐，林秀琴之女，喜欢齐霁，安琪媛之前大姑子，后为情敌，但齐霁心里只有安琪媛，为达目的，她想方设法破坏安琪媛和齐霁的恋情。后来失败，齐霁最终选择了善良的安琪媛。                       | 1-2, 4-12， |

### 安家
| 演員                | 角色   | 原剧角色 | 介紹 | 登場集數  |
| 趙韓櫻子            | 安琪媛 | 閔彩媛   | 安向东之女，她和林天佑相爱却遭到婆婆的破坏，终和林天佑离婚，本来不再相信爱情，因为与齐霁多处相处后，两人培育出感情，却发现齐霁的生母是自己的后母。在爱情的道路上历尽坎坷，终和齐霁喜结良缘。 |           |
| 赵胜胜              | 安向东 | 閔孝東   | 安琪媛之父，梁正美之夫，梁家大女婿，妻子在生下安琪媛没多久就病重去世，他带着女儿一直住在梁家，后和孟洁相恋并结婚。                                                                           | 1,3-13,   |
| 許榕真 童年：麦希露 | 孟潔   | 楊春熙   | 齐霁之生母，安琪媛之继母，安向东之继妻。 | 1-11, 13, |

### 梁家
| 演員   | 角色   | 原剧角色 | 介紹                                                           | 登場集數            |
| 徐玉兰 | 潘素芬 | 金末順   | 梁正美、梁正丽、梁正文、梁正武之母，安琪媛的姥姥，後因病逝世。 | 1-3, 5-13           |
| 王志华 | 梁永顺 | 嚴彭達   | 梁正美、梁正丽、梁正文、梁正武之父，安琪媛的姥爷。             | 1-3, 5-13           |
| 苑瓊丹 | 马玉萍 | 陶桃熹   | 安琪媛之大舅妈，梁正文之妻，与齐霁的养母杜春晓要好。梁正美弟媳 | 2-3, 5, 7-10, 12-13 |
| 周云深 | 梁正文 | 嚴基文   | 安琪媛之大舅，马玉萍之夫。                                     | 2-3, 5, 9, 12-13    |
| 陈恒   | 甄小芝 | 孔康淑   | 安琪媛之二舅妈，梁正武之妻。                                   | 2-3, 5, 7-10, 12-13 |
| 尹熙水 | 梁正武 | 嚴基春   | 安琪媛之二舅，甄小芝之夫。                                     | 2-3, 5, 7-10, 12-13 |
| 潘丹   | 梁正麗 | 嚴基玉   | 梁永顺、潘素芬之女，安琪媛之小姨。                             | 2-3, 5-9, 11-13     |
| 田重   | 徐德輝 | 姜鎮     | 著名歌星，后落魄。后和梁正丽相恋并结婚。                       | 2-5, 7-8, 10-11, 13 |
| 张应鹤 | 新仔   | 嚴寶凜   | 梁正武、甄小芝之子，梁家的孙子。                               | 3, 7, 12-13         |
| 赵谨俨 | 梁峰   | 嚴瑟弘   | 梁正文、马玉萍之子，梁家长孙。                                 |                     |

### 齊家
| 演員            | 角色   | 原剧角色 | 介紹 | 登場集數            |
| 趙韓櫻子        | 安琪媛 | 閔彩媛   | 安向东的独生女儿，她和林天佑相爱却遭到婆婆的破坏，终和林天佑离婚，本来不再相信爱情，因为与齐霁多处相处后，两人培育出感情，却发现齐霁的生母是自己的后母。在爱情的道路上历尽坎坷，终和齐霁喜结良缘。 | 1-12                |
| 彭冠英          | 齐霁   | 李世允   | 齐浩洋、杜春晓的养子，孟洁的亲生儿子，经历多折磨难，最终与安琪媛幸福地在一起。 | 1-12                |
| 荣蓉 童年：嘉娜 | 杜春晓 | 白雪珠   | 齐浩洋的妻子，齐霁的养母，孟洁的结拜姐姐，因一己之私拆散孟洁母子，並間接害死蘇婉婷。 | 1-2, 4, 7-9, 11, 13 |
| 蔡纲            | 齐浩洋 | 李東奎   | 齐霁的养父。 | 1-2, 4, 9, 11       |
| 冉旭            | 徐海航 |          | 齐霁的好友、铁哥们，经营自己的画廊。 | 2-4, 6-7, 9         |

### 友情出演
| 演員   | 角色         | 原剧角色 | 介紹                                           | 登場集數       |
| 孙骁骁 | 苏婉婷       | 恩雪     | 齐霁之前女友，間接因為杜春曉遭遇车祸不幸去世。 | 1 (照片), 5, 9 |
| N/A    | 奶奶         |          | 送齊霽兩個「回憶果」的奶奶。                   | 3              |
| N/A    | 專業演員     |          | 故意和林天佑曖昧，讓安琪媛吃醋。               | 3              |
| N/A    | 董事長的手下 |          | 故意安排事，是林天佑和安琪媛離婚導火線之一。   | 3              |
| N/A    | 看房客       |          | 奧客。                                         | 3              |
| N/A    | 醫生         |          | 幫林秀琴診斷的醫生                             | 11             |
| 李泰   | 张广宇       |          | 甄小芝的同学，音乐公司总监。                   |                |

## 電視劇歌曲

### 中國大陸
| 曲序 | 曲目                          |      | 作曲         | 演唱             |
| ---- | ----------------------------- | ---- | ------------ | ---------------- |
| 1.   | 爱有奇迹（片頭曲）            | 张佳 | 周琦、袁大巍 | 迪克牛仔         |
| 2.   | 爱你让我像孩子一样（片尾曲1） | 张佳 | 周琦、袁大巍 | 俞灏明           |
| 3.   | 幸福的样子（片尾曲2）         | 张佳 | 周琦、袁大巍 | 林佑威、赵韩樱子 |
| 4.   | 失忆中等你（插曲）            | 孫艺 | 牛子健       | 黄英             |
| 5.   | 那扇窗（插曲）                | 张佳 | 周琦、袁大巍 | 林俊逸           |
| 6.   | 为难（插曲）                  | 张佳 | 周琦、袁大巍 | 李泰             |
| 7.   | 抽屉（插曲）                  | 张佳 | 周琦、袁大巍 | 唐宁             |
| 8.   | 昨日重现（插曲）              | 孫艺 | 牛子健       | 李泰             |
| 9.   | 如果想念（插曲）              | 戴荃 | 戴荃         | 黃阅             |
| 10.  | 寄情（插曲）                  | 张佳 | 周琦、袁大巍 | 李泰             |

1. 1 2  在剧中作为徐德辉演唱曲目。

### 台灣
| 曲序 | 曲目                 |              | 作曲         | 演唱 |
| ---- | -------------------- | ------------ | ------------ | ---- |
| 1.   | 千年之戀（片頭曲）   | 方文山       | Keith Stuart | 丁噹 |
| 2.   | 原來你都在（片尾曲） | 葛大為、陳沒 | 黃建為       | 丁噹 |

## 收视率
由csm数据参考而来，收视率包括全天收视指数和市场(收视)份额参数
| 平台     | 平均收视率 | 平均收视份额 | 备注 |
| 湖南卫视 | 1.356      | 3.779        | 上部 |
| 湖南卫视 | 1.938      | 5.300        | 下部 |

## 製作團隊
▪ 出品人：郭潇、孙忠怀

▪ 制作人：董修远

▪ 导演：高先明、陳启峻

▪ 编剧：张佳、咸瑶、马一洋

▪ 摄影：范钦悦、阿桦

▪ 配乐：袁大巍

▪ 剪辑：陈桂纶

▪ 道具：王不畏

▪ 配音导演：齐克健、邓小鸥

▪ 艺术指导：杨正辉

▪ 美术设计：黄瑟

▪ 造型设计：史健

▪ 服装设计：曹荣萍

▪ 灯光：董群兵、李刚

▪ 录音：冯军

▪ 发行：鄂蓓

▪ 监制：李俊德、胡刚、张志强、裴华、王娟

## 宣傳活動
| 播出時間       | 活動           | 出席演員         |
| -------------- | -------------- | ---------------- |
| 2014年11月1日  | 《我们都爱笑》 | 苑琼丹、赵韩樱子 |
| 2014年11月22日 | 《我们都爱笑》 | 彭冠英、路晨     |
| 2015年3月7日   | 《快樂大本營》 | 彭冠英           |

## 外部連結
- 因为爱情有奇迹的新浪微博官方微博（简体中文）
- 《爱有奇迹》曝片花 豪门婆媳大战（页面存档备份，存于）（简体中文）
- 《因為愛情有奇蹟》中天娛樂台（繁體中文）

| 中国 湖南卫视 金鹰独播剧场 · 周日至周四晚19:30-22:00三集连播 周五至周六19:30-20:10一集播出 | 中国 湖南卫视 金鹰独播剧场 · 周日至周四晚19:30-22:00三集连播 周五至周六19:30-20:10一集播出 | 中国 湖南卫视 金鹰独播剧场 · 周日至周四晚19:30-22:00三集连播 周五至周六19:30-20:10一集播出 |
| ------------------------------------------------------------------------------------------ | ------------------------------------------------------------------------------------------ | ------------------------------------------------------------------------------------------ |
|                                                                                            | 因为爱情有奇迹[a] （2014年10月20日－12月3日）                                              |                                                                                            |
| 把爱带回家 （2014年9月21日－10月22日）                                                     | 四十九日·祭 （2014年12月1日－12月20日）                                                    |                                                                                            |

^ a. 12月1日至3日只播一集。
| 臺灣 中天娛樂台 每週一至週五 20:00 - 21:00  | 臺灣 中天娛樂台 每週一至週五 20:00 - 21:00 | 臺灣 中天娛樂台 每週一至週五 20:00 - 21:00 |
| ------------------------------------------- | ------------------------------------------ | ------------------------------------------ |
|                                             | 因為愛情有奇蹟 （2016年1月18日－5月9日）   |                                            |
| 何以笙簫默 （2015年12月2日－2016年1月15日） | 酷爸俏媽 （2016年5月10日－7月4日）         |                                            |